# Stanley-Cup-Playoffs 2004
Die Playoffs um den Stanley Cup des Jahres 2004 begannen am 7. April 2004 und endeten am 7. Juni 2004 mit dem 4:3-Sieg der Tampa Bay Lightning über die Calgary Flames. Für die Lightning war es die dritte Playoff- sowie die erste Final-Teilnahme und demzufolge auch der erste Stanley-Cup-Erfolg der Franchise-Geschichte. Zudem wurde ihr Angreifer Brad Richards mit der Conn Smythe Trophy als Most Valuable Player der Playoffs geehrt, wobei er auch die Scorerliste der post-season anführte. Für die Flames war es die erste Final-Teilnahme seit ihrem Stanley-Cup-Gewinn im Jahre 1989. Zudem qualifizierte sich Calgary erstmals seit 1996 wieder für die Playoffs, sodass die zu diesem Zeitpunkt fünftlängste Negativserie von sieben verpassten Playoffs in Folge endete.

## Modus
Nachdem sich aus jeder Conference die drei Divisionssieger sowie die fünf weiteren punktbesten Teams der Conference qualifiziert haben, starten die im K.-o.-System ausgetragenen Playoffs. Dabei trifft der punktbeste Divisionssieger auf das achte und somit punktschlechteste qualifizierte Team, die Nummer 2 dieser Rangliste auf die Nummer 7 usw. Durch diesen Modus ist es möglich, dass eines oder mehrere qualifizierte Teams mehr Punkte als einer der Divisionssieger erzielt haben. Das gleiche Prinzip wird zur Bestimmung der Begegnungen der zweiten Playoff-Runde genutzt.
Jede Conference spielt in der Folge im Conference-Viertelfinale, Conference-Halbfinale und im Conference-Finale ihren Sieger aus, der dann im Finale um den Stanley Cup antritt. Alle Serien jeder Runde werden im Best-of-Seven-Modus ausgespielt, das heißt, dass ein Team vier Siege zum Erreichen der nächsten Runde benötigt. Das höher gesetzte Team hat dabei in den ersten beiden Spielen Heimrecht, die nächsten beiden das gegnerische Team. Sollte bis dahin kein Sieger aus der Runde hervorgegangen sein, wechselt das Heimrecht von Spiel zu Spiel. So hat die höher gesetzte Mannschaft in den Spielen 1, 2, 5 und 7, also vier der maximal sieben Spiele, einen Heimvorteil. Der Sieger der Eastern Conference wird mit der Prince of Wales Trophy ausgezeichnet und der Sieger der Western Conference mit der Clarence S. Campbell Bowl.
Bei Spielen, die nach der regulären Spielzeit von 60 Minuten unentschieden bleiben, folgt die Overtime, die im Gegensatz zur regulären Saison mit fünf Feldspielern gespielt wird. Sie endet durch das erste erzielte Tor (Sudden Death).

## Qualifizierte Teams
| Atlantic Division - (3) Philadelphia Flyers - (6) New Jersey Devils - (8) New York Islanders Northeast Division - (2) Boston Bruins - (4) Toronto Maple Leafs - (5) Ottawa Senators - (7) Canadiens de Montréal Southeast Division - (1) Tampa Bay Lightning | Central Division - (1) Detroit Red Wings - (7) St. Louis Blues - (8) Nashville Predators Northwest Division - (3) Vancouver Canucks - (4) Colorado Avalanche - (6) Calgary Flames Pacific Division - (2) San Jose Sharks - (5) Dallas Stars |

## Playoff-Baum
|  | Conference-Viertelfinale                              | Conference-Viertelfinale | Conference-Viertelfinale |                    | Conference-Halbfinale | Conference-Halbfinale | Conference-Halbfinale |                     |                   | Conference-Finale | Conference-Finale | Conference-Finale |  |  | Stanley-Cup-Finale | Stanley-Cup-Finale | Stanley-Cup-Finale |
|  |                                                       |                          |                          |                    |                       |                       |                       |                     |                   |                   |                   |                   |  |  |                    |                    |                    |
|  | 1                                                     | Tampa Bay Lightning      | 4                        |                    | 1                     | Tampa Bay Lightning   | 4                     |                     |                   |                   |                   |                   |  |  |                    |                    |                    |
|  | 8                                                     | New York Islanders       | 1                        | 7                  | Canadiens de Montréal | 0                     |                       |                     |                   |                   |                   |                   |  |  |                    |                    |                    |
|  |                                                       |                          |                          |                    |                       |                       |                       |                     |                   |                   |                   |                   |  |  |                    |                    |                    |
|  | 2                                                     | Boston Bruins            | 3                        | Eastern Conference | Eastern Conference    | Eastern Conference    |                       |                     |                   |                   |                   |                   |  |  |                    |                    |                    |
|  | 2                                                     | Boston Bruins            | 3                        | Eastern Conference | Eastern Conference    | Eastern Conference    |                       |                     |                   |                   |                   |                   |  |  |                    |                    |                    |
|  | 7                                                     | Canadiens de Montréal    | 4                        |                    |                       |                       |                       |                     |                   |                   |                   |                   |  |  |                    |                    |                    |
|  | 7                                                     | Canadiens de Montréal    | 4                        | 1                  | Tampa Bay Lightning   | 4                     |                       |                     |                   |                   |                   |                   |  |  |                    |                    |                    |
|  |                                                       |                          |                          | 1                  | Tampa Bay Lightning   | 4                     |                       |                     |                   |                   |                   |                   |  |  |                    |                    |                    |
|  |                                                       | 3                        | Philadelphia Flyers      | 3                  |                       |                       |                       |                     |                   |                   |                   |                   |  |  |                    |                    |                    |
|  | 3                                                     | 3                        | Philadelphia Flyers      | 3                  | Philadelphia Flyers   | 4                     |                       |                     |                   |                   |                   |                   |  |  |                    |                    |                    |
|  | 3                                                     |                          |                          |                    | Philadelphia Flyers   | 4                     |                       |                     |                   |                   |                   |                   |  |  |                    |                    |                    |
|  | 6                                                     | New Jersey Devils        | 1                        |                    |                       |                       |                       |                     |                   |                   |                   |                   |  |  |                    |                    |                    |
|  | 6                                                     | New Jersey Devils        | 1                        |                    |                       |                       |                       |                     |                   |                   |                   |                   |  |  |                    |                    |                    |
|  |                                                       |                          |                          |                    |                       |                       |                       |                     |                   |                   |                   |                   |  |  |                    |                    |                    |
|  | 4                                                     | Toronto Maple Leafs      | 4                        | 3                  | Philadelphia Flyers   | 4                     |                       |                     |                   |                   |                   |                   |  |  |                    |                    |                    |
|  | 4                                                     | Toronto Maple Leafs      | 4                        | 3                  | Philadelphia Flyers   | 4                     |                       |                     |                   |                   |                   |                   |  |  |                    |                    |                    |
|  | 5                                                     | Ottawa Senators          | 3                        | 5                  | Toronto Maple Leafs   | 2                     |                       |                     |                   |                   |                   |                   |  |  |                    |                    |                    |
|  | 5                                                     | Ottawa Senators          | 3                        | 5                  | Toronto Maple Leafs   | 2                     | E1                    | Tampa Bay Lightning | 4                 |                   |                   |                   |  |  |                    |                    |                    |
|  | (Die Teams werden nach der ersten Runde neu gesetzt.) |                          |                          |                    |                       |                       | E1                    | Tampa Bay Lightning | 4                 |                   |                   |                   |  |  |                    |                    |                    |
|  |                                                       | W6                       | Calgary Flames           | 3                  |                       |                       |                       |                     |                   |                   |                   |                   |  |  |                    |                    |                    |
|  | 1                                                     | W6                       | Calgary Flames           | 3                  | Detroit Red Wings     | 4                     |                       | 1                   | Detroit Red Wings | 2                 |                   |                   |  |  |                    |                    |                    |
|  | 1                                                     |                          |                          |                    | Detroit Red Wings     | 4                     |                       | 1                   | Detroit Red Wings | 2                 |                   |                   |  |  |                    |                    |                    |
|  | 8                                                     | Nashville Predators      | 2                        | 6                  | Calgary Flames        | 4                     |                       |                     |                   |                   |                   |                   |  |  |                    |                    |                    |
|  | 8                                                     | Nashville Predators      | 2                        | 6                  | Calgary Flames        | 4                     |                       |                     |                   |                   |                   |                   |  |  |                    |                    |                    |
|  |                                                       |                          |                          |                    |                       |                       |                       |                     |                   |                   |                   |                   |  |  |                    |                    |                    |
|  | 2                                                     | San Jose Sharks          | 4                        |                    |                       |                       |                       |                     |                   |                   |                   |                   |  |  |                    |                    |                    |
|  | 2                                                     | San Jose Sharks          | 4                        |                    |                       |                       |                       |                     |                   |                   |                   |                   |  |  |                    |                    |                    |
|  | 7                                                     | St. Louis Blues          | 1                        |                    |                       |                       |                       |                     |                   |                   |                   |                   |  |  |                    |                    |                    |
|  | 7                                                     | St. Louis Blues          | 1                        | 6                  | Calgary Flames        | 4                     |                       |                     |                   |                   |                   |                   |  |  |                    |                    |                    |
|  |                                                       |                          |                          | 6                  | Calgary Flames        | 4                     |                       |                     |                   |                   |                   |                   |  |  |                    |                    |                    |
|  |                                                       | 2                        | San Jose Sharks          | 2                  |                       |                       |                       |                     |                   |                   |                   |                   |  |  |                    |                    |                    |
|  | 3                                                     | 2                        | San Jose Sharks          | 2                  | Vancouver Canucks     | 3                     |                       |                     |                   |                   |                   |                   |  |  |                    |                    |                    |
|  | 3                                                     |                          |                          |                    | Vancouver Canucks     | 3                     |                       |                     |                   |                   |                   |                   |  |  |                    |                    |                    |
|  | 6                                                     | Calgary Flames           | 4                        | Western Conference | Western Conference    | Western Conference    |                       |                     |                   |                   |                   |                   |  |  |                    |                    |                    |
|  | 6                                                     | Calgary Flames           | 4                        | Western Conference | Western Conference    | Western Conference    |                       |                     |                   |                   |                   |                   |  |  |                    |                    |                    |
|  |                                                       |                          |                          |                    |                       |                       |                       |                     |                   |                   |                   |                   |  |  |                    |                    |                    |
|  | 4                                                     | Colorado Avalanche       | 4                        | 2                  | San Jose Sharks       | 4                     |                       |                     |                   |                   |                   |                   |  |  |                    |                    |                    |
|  | 5                                                     | Dallas Stars             | 1                        | 4                  | Colorado Avalanche    | 2                     |                       |                     |                   |                   |                   |                   |  |  |                    |                    |                    |

## Conference-Viertelfinale

### Eastern Conference

#### (1) Tampa Bay Lightning – (8) New York Islanders
| 8. April 2004 19.30 Uhr (Ortszeit) | Tampa Bay Lightning André Roy (25:07) Fredrik Modin (31:06) Fredrik Modin (50:59) | 3:0 (0:0, 2:0, 1:0) Spielbericht Stand: 1:0 | New York Islanders | St. Pete Times Forum, Tampa, Florida Zuschauer: 18.536 |

| 10. April 2004 15.00 Uhr | Tampa Bay Lightning | 0:3 (0:1, 0:0, 0:2) Spielbericht Stand: 1:1 | New York Islanders Janne Niinimaa (11:42) Jason Blake (43:36) Jason Blake (59:05) | St. Pete Times Forum, Tampa, Florida Zuschauer: 19.982 |

| 12. April 2004 19.00 Uhr | New York Islanders | 0:3 (0:2, 0:0, 0:1) Spielbericht Stand: 1:2 | Tampa Bay Lightning Brad Richards (3:40) Martin St. Louis (6:32) Martin St. Louis (59:50) | Nassau Veterans Memorial Coliseum, New York City, New York Zuschauer: 16.234 |

| 14. April 2004 19.00 Uhr | New York Islanders | 0:3 (0:1, 0:1, 0:1) Spielbericht Stand: 1:3 | Tampa Bay Lightning Martin St. Louis (10:30) Ruslan Fedotenko (38:03) Fredrik Modin (41:34) | Nassau Veterans Memorial Coliseum, New York City, New York Zuschauer: 16.234 |

| 16. April 2004 19.30 Uhr | Tampa Bay Lightning Tim Taylor (36:18) Ruslan Fedotenko (38:22) Martin St. Louis (64:07) | 3:2 n. V. (0:1, 2:0, 0:1, 1:0) Spielbericht Stand: 4:1 | New York Islanders Oleg Kwascha (10:41) Mark Parrish (47:28) | St. Pete Times Forum, Tampa, Florida Zuschauer: 20.927 |

#### (2) Boston Bruins – (7) Canadiens de Montréal
| 7. April 2004 19.00 Uhr (Ortszeit) | Boston Bruins Sergei Gontschar (5:12) Michael Nylander (19:01) Mike Knuble (38:24) | 3:0 (2:0, 1:0, 0:0) Spielbericht Stand: 1:0 | Canadiens de Montréal | FleetCenter, Boston, Massachusetts Zuschauer: 17.565 |

| 9. April 2004 19.00 Uhr | Boston Bruins Michael Nylander (15:22) Patrice Bergeron (61:26) | 2:1 n. V. (1:0, 0:1, 0:0, 1:0) Spielbericht Stand: 2:0 | Canadiens de Montréal Patrice Brisebois (35:54) | FleetCenter, Boston, Massachusetts Zuschauer: 17.565 |

| 11. April 2004 19.00 Uhr | Canadiens de Montréal Alexei Kowaljow (2:16) Alexei Kowaljow (15:24) Andrei Markow (33:32) | 3:2 (2:1, 1:0, 0:1) Spielbericht Stand: 1:2 | Boston Bruins Andy Hilbert (6:34) Brian Rolston (43:35) | Centre Bell, Montréal, Québec Zuschauer: 21.273 |

| 13. April 2004 19.00 Uhr | Canadiens de Montréal Mike Ribeiro (4:21) Alexei Kowaljow (19:55) Mike Ribeiro (21:48) | 3:4 n. V. (2:1, 1:1, 0:1, 0:0, 0:1) Spielbericht Stand: 1:3 | Boston Bruins Michael Nylander (16:25) Jiří Šlégr (31:30) Mike Knuble (59:29) Glen Murray (89:27) | Centre Bell, Montréal, Québec Zuschauer: 21.273 |

| 15. April 2004 19.00 Uhr | Boston Bruins Glen Murray (48:23) | 1:5 (0:1, 0:1, 1:3) Spielbericht Stand: 3:2 | Canadiens de Montréal Yanic Perreault (5:43) Alexei Kowaljow (27:39) Richard Zedník (43:25) Saku Koivu (51:16) Craig Rivet (53:26) | FleetCenter, Boston, Massachusetts Zuschauer: 17.565 |

| 17. April 2004 19.00 Uhr | Canadiens de Montréal Darren Langdon (12:37) Saku Koivu (26:03) Yanic Perreault (34:23) Alexei Kowaljow (59:19) Jan Bulis (19:56) | 5:2 (1:1, 2:0, 2:1) Spielbericht Stand: 3:3 | Boston Bruins Sergei Samsonow (7:16) Sergei Samsonow (44:36) | Centre Bell, Montréal, Québec Zuschauer: 21.273 |

| 19. April 2004 19.00 Uhr | Boston Bruins | 0:2 (0:0, 0:0, 0:2) Spielbericht Stand: 3:4 | Canadiens de Montréal Richard Zedník (50:52) Richard Zedník (59:52) | FleetCenter, Boston, Massachusetts Zuschauer: 17.565 |

#### (3) Philadelphia Flyers – (6) New Jersey Devils
| 8. April 2004 19.30 Uhr (Ortszeit) | Philadelphia Flyers Simon Gagné (10:19) Jeremy Roenick (23:55) Keith Primeau (43:31) | 3:2 (1:0, 1:0, 1:2) Spielbericht Stand: 1:0 | New Jersey Devils Patrik Eliáš (43:53) Jan Hrdina (44:28) | Wachovia Center, Philadelphia, Pennsylvania Zuschauer: 19.608 |

| 10. April 2004 19.30 Uhr | Philadelphia Flyers Mark Recchi (14:49) Alexei Schamnow (27:24) Mattias Timander (50:31) | 3:2 (1:0, 1:1, 1:1) Spielbericht Stand: 2:0 | New Jersey Devils Jan Hrdina (24:44) Brian Gionta (54:35) | Wachovia Center, Philadelphia, Pennsylvania Zuschauer: 19.779 |

| 12. April 2004 19.00 Uhr | New Jersey Devils Patrik Eliáš (21:26) Paul Martin (24:55) Patrik Eliáš (37:28) Brian Gionta (47:00) | 4:2 (1:0, 1:0, 1:2) Spielbericht Stand: 1:2 | Philadelphia Flyers Jeremy Roenick (8:49) Tony Amonte (23:13) | Continental Airlines Arena, East Rutherford, New Jersey Zuschauer: 18.023 |

| 14. April 2004 19.00 Uhr | New Jersey Devils | 0:3 (0:1, 0:0, 0:2) Spielbericht Stand: 1:3 | Philadelphia Flyers Kim Johnsson (1:18) Alexei Schamnow (44:45) Keith Primeau (56:02) | Continental Airlines Arena, East Rutherford, New Jersey Zuschauer: 19.040 |

| 17. April 2004 15.00 Uhr | Philadelphia Flyers Alexei Schamnow (13:38) Daniil Markow (54:37) Sami Kapanen (59:52) | 3:1 (1:0, 0:1, 2:0) Spielbericht Stand: 4:1 | New Jersey Devils Scott Niedermayer (33:36) | Wachovia Center, Philadelphia, Pennsylvania Zuschauer: 19.778 |

#### (4) Toronto Maple Leafs – (5) Ottawa Senators
| 8. April 2004 19.00 Uhr (Ortszeit) | Toronto Maple Leafs Joe Nieuwendyk (3:15) Bryan McCabe (18:33) | 2:4 (2:1, 0:2, 0:1) Spielbericht Stand: 0:1 | Ottawa Senators Bryan Smolinski (5:05) Wade Redden (30:02) Marián Hossa (30:40) Marián Hossa (41:39) | Air Canada Centre, Toronto, Ontario Zuschauer: 19.535 |

| 10. April 2004 19.00 Uhr | Toronto Maple Leafs Gary Roberts (10:40) Gary Roberts (26:02) | 2:0 (1:0, 1:0, 0:0) Spielbericht Stand: 1:1 | Ottawa Senators | Air Canada Centre, Toronto, Ontario Zuschauer: 19.529 |

| 12. April 2004 19.00 Uhr | Ottawa Senators | 0:2 (0:0, 0:1, 0:1) Spielbericht Stand: 1:2 | Toronto Maple Leafs Joe Nieuwendyk (21:30) Mats Sundin (54:16) | Corel Centre, Ottawa, Ontario Zuschauer: 18.500 |

| 14. April 2004 19.00 Uhr | Ottawa Senators Daniel Alfredsson (19:24) Marián Hossa (33:15) Todd White (43:37) Chris Phillips (48:00) | 4:1 (1:1, 1:0, 2:0) Spielbericht Stand: 2:2 | Toronto Maple Leafs Gary Roberts (16:53) | Corel Centre, Ottawa, Ontario Zuschauer: 18.500 |

| 16. April 2004 19.00 Uhr | Toronto Maple Leafs Tie Domi (41:43) Joe Nieuwendyk (55:18) | 2:0 (0:0, 0:0, 2:0) Spielbericht Stand: 3:2 | Ottawa Senators | Air Canada Centre, Toronto, Ontario Zuschauer: 19.584 |

| 18. April 2004 19.00 Uhr | Ottawa Senators Zdeno Chára (44:55) Mike Fisher (81:47) | 2:1 n. V. (0:1, 0:0, 1:0, 0:0, 1:0) Spielbericht Stand: 3:3 | Toronto Maple Leafs Bryan McCabe (4:14) | Corel Centre, Ottawa, Ontario Zuschauer: 18.500 |

| 20. April 2004 19.00 Uhr | Toronto Maple Leafs Chad Kilger (6:19) Joe Nieuwendyk (7:41) Joe Nieuwendyk (19:39) Bryan McCabe (47:59) | 4:1 (3:0, 0:1, 1:0) Spielbericht Stand: 4:3 | Ottawa Senators Václav Varaďa (20:22) | Air Canada Centre, Toronto, Ontario Zuschauer: 19.646 |

### Western Conference

#### (1) Detroit Red Wings – (8) Nashville Predators
| 7. April 2004 19.00 Uhr (Ortszeit) | Detroit Red Wings Kris Draper (40:37) Tomas Holmström (44:55) Robert Lang (58:15) | 3:1 (0:1, 0:0, 3:0) Spielbericht Stand: 1:0 | Nashville Predators Adam Hall (0:16) | Joe Louis Arena, Detroit, Michigan Zuschauer: 20.066 |

| 10. April 2004 15.00 Uhr | Detroit Red Wings Robert Lang (25:45) Mathieu Schneider (57:15) | 2:1 (0:0, 1:1, 1:0) Spielbericht Stand: 2:0 | Nashville Predators Vladimír Országh (32:41) | Joe Louis Arena, Detroit, Michigan Zuschauer: 20.066 |

| 11. April 2004 15.00 Uhr | Nashville Predators David Legwand (18:23) Adam Hall (19:45) Scott Hartnell (56:03) | 3:1 (2:0, 0:0, 1:1) Spielbericht Stand: 1:2 | Detroit Red Wings Brett Hull (45:21) | Gaylord Entertainment Center, Nashville, Tennessee Zuschauer: 17.113 |

| 13. April 2004 18.30 Uhr | Nashville Predators Steve Sullivan (10:44) Vladimír Országh (34:21) Greg Johnson (42:04) | 3:0 (1:0, 1:0, 1:0) Spielbericht Stand: 2:2 | Detroit Red Wings | Gaylord Entertainment Center, Nashville, Tennessee Zuschauer: 17.113 |

| 15. April 2004 19.30 Uhr | Detroit Red Wings Henrik Zetterberg (3:19) Brett Hull (6:22) Brendan Shanahan (13:18) Nicklas Lidström (29:25) | 4:1 (3:0, 1:1, 0:0) Spielbericht Stand: 3:2 | Nashville Predators Sergejs Žoltoks (39:22) | Joe Louis Arena, Detroit, Michigan Zuschauer: 20.066 |

| 17. April 2004 14.00 Uhr | Nashville Predators | 0:2 (0:2, 0:0, 0:0) Spielbericht Stand: 2:4 | Detroit Red Wings Ray Whitney (1:26) Steve Yzerman (1:56) | Gaylord Entertainment Center, Nashville, Tennessee Zuschauer: 17.329 |

#### (2) San Jose Sharks – (7) St. Louis Blues
| 8. April 2004 19.00 Uhr (Ortszeit) | San Jose Sharks Niko Dimitrakos (69:16) | 1:0 n. V. (0:0, 0:0, 0:0, 1:0) Spielbericht Stand: 1:0 | St. Louis Blues | HP Pavilion at San Jose, San José, Kalifornien Zuschauer: 17.496 |

| 10. April 2004 12.00 Uhr | San Jose Sharks Patrick Marleau (17:29) Patrick Marleau (23:52) Patrick Marleau (40:48) | 3:1 (1:0, 1:0, 1:1) Spielbericht Stand: 2:0 | St. Louis Blues Doug Weight (57:51) | HP Pavilion at San Jose, San José, Kalifornien Zuschauer: 17.496 |

| 12. April 2004 20.00 Uhr | St. Louis Blues Mike Sillinger (29:56) Dallas Drake (37:24) Mike Sillinger (47:51) Mike Sillinger (59:13) | 4:1 (0:0, 2:0, 2:1) Spielbericht Stand: 1:2 | San Jose Sharks Jonathan Cheechoo (45:36) | Savvis Center, St. Louis, Missouri Zuschauer: 19.023 |

| 13. April 2004 19.00 Uhr | St. Louis Blues Mike Danton (11:25) Pavol Demitra (40:34) Doug Weight (55:07) | 3:4 (1:1, 0:2, 2:1) Spielbericht Stand: 1:3 | San Jose Sharks Scott Thornton (6:29) Scott Thornton (23:35) Alexander Koroljuk (30:04) Alexander Koroljuk (51:19) | Savvis Center, St. Louis, Missouri Zuschauer: 19.452 |

| 15. April 2004 19.00 Uhr | San Jose Sharks Brad Stuart (1:50) Mark Smith (29:34) Mike Ricci (56:22) | 3:1 (1:1, 1:0, 1:0) Spielbericht Stand: 4:1 | St. Louis Blues Brian Savage (13:10) | HP Pavilion at San Jose, San José, Kalifornien Zuschauer: 17.496 |

#### (3) Vancouver Canucks – (6) Calgary Flames
| 7. April 2004 19.30 Uhr (Ortszeit) | Vancouver Canucks Martin Ručínský (2:34) Sami Salo (5:24) Henrik Sedin (32:47) Mattias Öhlund (37:51) Brendan Morrison (45:26) | 5:3 (2:0, 2:2, 1:1) Spielbericht Stand: 1:0 | Calgary Flames Chris Simon (24:38) Oleg Saprykin (25:06) Krzysztof Oliwa (46:16) | General Motors Place, Vancouver, British Columbia Zuschauer: 18.630 |

| 9. April 2004 19.30 Uhr | Vancouver Canucks Markus Näslund (29:41) | 1:2 (0:2, 1:0, 0:0) Spielbericht Stand: 1:1 | Calgary Flames Jarome Iginla (3:06) Matthew Lombardi (3:56) | General Motors Place, Vancouver, British Columbia Zuschauer: 18.630 |

| 11. April 2004 19.30 Uhr | Calgary Flames Chris Simon (21:04) | 1:2 (0:0, 1:1, 0:1) Spielbericht Stand: 1:2 | Vancouver Canucks Markus Näslund (22:10) Matt Cooke (41:29) | Pengrowth Saddledome, Calgary, Alberta Zuschauer: 19.289 |

| 13. April 2004 20.00 Uhr | Calgary Flames Stéphane Yelle (20:58) Chris Clark (36:06) Shean Donovan (36:33) Jarome Iginla (58:13) | 4:0 (0:0, 3:0, 1:0) Spielbericht Stand: 2:2 | Vancouver Canucks | Pengrowth Saddledome, Calgary, Alberta Zuschauer: 19.289 |

| 15. April 2004 19.30 Uhr | Vancouver Canucks Henrik Sedin (36:19) | 1:2 (0:0, 1:1, 0:1) Spielbericht Stand: 2:3 | Calgary Flames Craig Conroy (23:50) Jarome Iginla (45:37) | General Motors Place, Vancouver, British Columbia Zuschauer: 18.630 |

| 17. April 2004 20.00 Uhr | Calgary Flames Oleg Saprykin (30:31) Ville Nieminen (32:38) Martin Gélinas (41:14) Chris Clark (52:56) | 4:5 n. V. (0:1, 2:3, 2:0, 0:0, 0:0, 0:1) Spielbericht Stand: 3:3 | Vancouver Canucks Jarkko Ruutu (18:01) Daniel Sedin (25:32) Brad May (26:42) Geoff Sanderson (30:15) Brendan Morrison (102:28) | Pengrowth Saddledome, Calgary, Alberta Zuschauer: 19.289 |

| 19. April 2004 19.30 Uhr | Vancouver Canucks Matt Cooke (47:32) Matt Cooke (59:54) | 2:3 n. V. (0:0, 0:1, 2:1, 0:1) Spielbericht Stand: 3:4 | Calgary Flames Jarome Iginla (32:50) Jarome Iginla (50:14) Martin Gélinas (61:25) | General Motors Place, Vancouver, British Columbia Zuschauer: 18.630 |

#### (4) Colorado Avalanche – (5) Dallas Stars
| 7. April 2004 20.00 Uhr (Ortszeit) | Colorado Avalanche Peter Forsberg (6:14) Alex Tanguay (8:37) Joe Sakic (43:49) | 3:1 (2:0, 0:0, 1:1) Spielbericht Stand: 1:0 | Dallas Stars Niko Kapanen (53:30) | Pepsi Center, Denver, Colorado Zuschauer: 18.007 |

| 9. April 2004 19.30 Uhr | Colorado Avalanche Joe Sakic (9:36) Alex Tanguay (19:57) Peter Forsberg (26:48) Dan Hinote (33:42) Steve Konowalchuk (43:01) | 5:2 (2:1, 2:1, 1:0) Spielbericht Stand: 2:0 | Dallas Stars Mike Modano (8:33) Chris Therien (37:19) | Pepsi Center, Denver, Colorado Zuschauer: 18.007 |

| 12. April 2004 19.00 Uhr | Dallas Stars Jason Arnott (8:01) Scott Young (39:58) Philippe Boucher (55:33) Steve Ott (62:11) | 4:3 n. V. (1:2, 1:1, 1:0, 1:0) Spielbericht Stand: 1:2 | Colorado Avalanche Milan Hejduk (11:34) Riku Hahl (15:37) Steve Konowalchuk (31:02) | American Airlines Center, Dallas, Texas Zuschauer: 18.532 |

| 14. April 2004 18.30 Uhr | Dallas Stars Sergei Subow (15:05) Pierre Turgeon (51:14) | 2:3 n. V. (1:2, 0:0, 1:0, 0:0, 0:1) Spielbericht Stand: 1:3 | Colorado Avalanche Milan Hejduk (9:10) Joe Sakic (14:01) Marek Svatoš (85:18) | American Airlines Center, Dallas, Texas Zuschauer: 18.532 |

| 17. April 2004 13.00 Uhr | Colorado Avalanche Darby Hendrickson (18:57) Steve Konowalchuk (21:41) Peter Forsberg (40:42) Milan Hejduk (49:08) Joe Sakic (55:04) | 5:1 (1:1, 1:0, 3:0) Spielbericht Stand: 4:1 | Dallas Stars Chris Therien (5:39) | Pepsi Center, Denver, Colorado Zuschauer: 18.007 |

## Conference-Halbfinale

### Eastern Conference

#### (1) Tampa Bay Lightning – (7) Canadiens de Montréal
| 23. April 2004 19.00 Uhr (Ortszeit) | Tampa Bay Lightning Ruslan Fedotenko (22:52) Vincent Lecavalier (36:43) Vincent Lecavalier (43:49) Dmitri Afanassenkow (47:20) | 4:0 (0:0, 2:0, 2:0) Spielbericht Stand: 1:0 | Canadiens de Montréal | St. Pete Times Forum, Tampa, Florida Zuschauer: 18.904 |

| 25. April 2004 16.00 Uhr | Tampa Bay Lightning Vincent Lecavalier (2:35) Fredrik Modin (8:33) Vincent Lecavalier (39:57) | 3:1 (2:1, 1:0, 0:0) Spielbericht Stand: 2:0 | Canadiens de Montréal Saku Koivu (16:40) | St. Pete Times Forum, Tampa, Florida Zuschauer: 19.435 |

| 27. April 2004 19.00 Uhr | Canadiens de Montréal Alexei Kowaljow (29:33) Michael Ryder (50:32) Patrice Brisebois (56:13) | 3:4 n. V. (0:0, 1:2, 2:1, 0:1) Spielbericht Stand: 0:3 | Tampa Bay Lightning Cory Stillman (28:41) Brad Richards (32:24) Vincent Lecavalier (59:43) Brad Richards (61:05) | Centre Bell, Montréal, Québec Zuschauer: 21.273 |

| 29. April 2004 19.00 Uhr | Canadiens de Montréal Niklas Sundström (5:46) | 1:3 (1:0, 0:2, 0:1) Spielbericht Stand: 0:4 | Tampa Bay Lightning Dan Boyle (31:57) Brad Richards (37:14) Fredrik Modin (59:04) | Centre Bell, Montréal, Québec Zuschauer: 21.273 |

#### (3) Philadelphia Flyers – (4) Toronto Maple Leafs
| 22. April 2004 19.30 Uhr (Ortszeit) | Philadelphia Flyers Tony Amonte (7:14) Marcus Ragnarsson (25:11) Simon Gagné (55:35) | 3:1 (1:1, 1:0, 1:0) Spielbericht Stand: 1:0 | Toronto Maple Leafs Alexander Mogilny (14:28) | Wachovia Center, Philadelphia, Pennsylvania Zuschauer: 19.447 |

| 25. April 2004 19.00 Uhr | Philadelphia Flyers Donald Brashear (17:57) Alexei Schamnow (48:25) | 2:1 (1:0, 0:1, 1:0) Spielbericht Stand: 2:0 | Toronto Maple Leafs Tie Domi (33:48) | Wachovia Center, Philadelphia, Pennsylvania Zuschauer: 19.792 |

| 28. April 2004 19.00 Uhr | Toronto Maple Leafs Alexander Mogilny (25:12) Olexij Ponikarowskyj (26:42) Chad Kilger (35:11) Darcy Tucker (51:36) | 4:1 (0:0, 3:1, 1:0) Spielbericht Stand: 1:2 | Philadelphia Flyers Tony Amonte (38:58) | Air Canada Centre, Toronto, Ontario Zuschauer: 19.628 |

| 30. April 2004 19.00 Uhr | Toronto Maple Leafs Mats Sundin (13:24) Mats Sundin (27:45) Darcy Tucker (42:19) | 3:1 (1:1, 1:0, 1:0) Spielbericht Stand: 2:2 | Philadelphia Flyers Simon Gagné (7:44) | Air Canada Centre, Toronto, Ontario Zuschauer: 19.614 |

| 2. Mai 2004 16.00 Uhr | Philadelphia Flyers Mark Recchi (3:51) Michal Handzuš (5:43) Keith Primeau (18:54) Keith Primeau (20:44) Branko Radivojevič (23:54) Michal Handzuš (27:03) Keith Primeau (43:50) | 7:2 (3:1, 3:1, 1:0) Spielbericht Stand: 3:2 | Toronto Maple Leafs Joe Nieuwendyk (19:25) Gary Roberts (29:54) | Wachovia Center, Philadelphia, Pennsylvania Zuschauer: 19.825 |

| 4. Mai 2004 19.00 Uhr | Toronto Maple Leafs Karel Pilař (49:04) Mats Sundin (55:08) | 2:3 n. V. (0:2, 0:0, 2:0, 0:1) Spielbericht Stand: 2:4 | Philadelphia Flyers Radovan Somík (9:55) Jeremy Roenick (15:30) Jeremy Roenick (67:39) | Air Canada Centre, Toronto, Ontario Zuschauer: 19.625 |

### Western Conference

#### (1) Detroit Red Wings – (6) Calgary Flames
| 22. April 2004 19.30 Uhr (Ortszeit) | Detroit Red Wings Robert Lang (26:14) | 1:2 n. V. (0:0, 1:1, 0:0, 0:1) Spielbericht Stand: 0:1 | Calgary Flames Robyn Regehr (37:57) Marcus Nilson (62:39) | Joe Louis Arena, Detroit, Michigan Zuschauer: 20.066 |

| 24. April 2004 15.00 Uhr | Detroit Red Wings Tomas Holmström (23:02) Steve Yzerman (30:06) Steve Yzerman (32:19) Brett Hull (54:49) Nicklas Lidström (56:08) | 5:2 (0:0, 3:1, 2:1) Spielbericht Stand: 1:1 | Calgary Flames Shean Donovan (33:50) Martin Gélinas (58:50) | Joe Louis Arena, Detroit, Michigan Zuschauer: 20.066 |

| 27. April 2004 19.00 Uhr | Calgary Flames Stéphane Yelle (23:38) Jarome Iginla (25:46) Shean Donovan (32:24) | 3:2 (0:0, 3:2, 0:0) Spielbericht Stand: 2:1 | Detroit Red Wings Robert Lang (21:17) Jiří Fischer (31:44) | Pengrowth Saddledome, Calgary, Alberta Zuschauer: 19.289 |

| 29. April 2004 20.00 Uhr | Calgary Flames Martin Gélinas (25:45) Ville Nieminen (26:03) | 2:4 (0:1, 2:1, 0:2) Spielbericht Stand: 2:2 | Detroit Red Wings Kirk Maltby (0:26) Boyd Devereaux (23:00) Mathieu Dandenault (50:02) Henrik Zetterberg (59:36) | Pengrowth Saddledome, Calgary, Alberta Zuschauer: 19.289 |

| 1. Mai 2004 15.00 Uhr | Detroit Red Wings | 0:1 (0:0, 0:1, 0:0) Spielbericht Stand: 2:3 | Calgary Flames Craig Conroy (36:07) | Joe Louis Arena, Detroit, Michigan Zuschauer: 20.066 |

| 3. Mai 2004 20.00 Uhr | Calgary Flames Martin Gélinas (79:13) | 1:0 n. V. (0:0, 0:0, 0:0, 1:0) Spielbericht Stand: 4:2 | Detroit Red Wings | Pengrowth Saddledome, Calgary, Alberta Zuschauer: 19.289 |

#### (2) San Jose Sharks – (4) Colorado Avalanche
| 22. April 2004 19.00 Uhr (Ortszeit) | San Jose Sharks Patrick Marleau (10:52) Vincent Damphousse (12:42) Scott Hannan (19:07) Patrick Marleau (31:39) Patrick Marleau (33:13) | 5:2 (3:0, 2:1, 0:1) Spielbericht Stand: 1:0 | Colorado Avalanche Steve Konowalchuk (29:07) Peter Forsberg (40:52) | HP Pavilion at San Jose, San José, Kalifornien Zuschauer: 17.496 |

| 24. April 2004 12.00 Uhr | San Jose Sharks Vincent Damphousse (31:14) Patrick Marleau (39:36) Jonathan Cheechoo (46:27) Wayne Primeau (59:05) | 4:1 (0:1, 2:0, 2:0) Spielbericht Stand: 2:0 | Colorado Avalanche Milan Hejduk (7:01) | HP Pavilion at San Jose, San José, Kalifornien Zuschauer: 17.496 |

| 26. April 2004 18.00 Uhr | Colorado Avalanche | 0:1 (0:0, 0:0, 0:1) Spielbericht Stand: 0:3 | San Jose Sharks Vincent Damphousse (48:59) | Pepsi Center, Denver, Colorado Zuschauer: 18.007 |

| 28. April 2004 20.00 Uhr | Colorado Avalanche Joe Sakic (65:15) | 1:0 n. V. (0:0, 0:0, 0:0, 1:0) Spielbericht Stand: 1:3 | San Jose Sharks | Pepsi Center, Denver, Colorado Zuschauer: 18.007 |

| 1. Mai 2004 12.00 Uhr | San Jose Sharks Vincent Damphousse (19:52) | 1:2 n. V. (1:0, 0:0, 0:1, 0:1) Spielbericht Stand: 3:2 | Colorado Avalanche Joe Sakic (49:50) Joe Sakic (61:54) | HP Pavilion at San Jose, San José, Kalifornien Zuschauer: 17.496 |

| 4. Mai 2004 18.00 Uhr | Colorado Avalanche Milan Hejduk (37:34) | 1:3 (0:0, 1:3, 0:0) Spielbericht Stand: 2:4 | San Jose Sharks Vincent Damphousse (21:34) Marcel Goc (28:59) Jonathan Cheechoo (32:03) | Pepsi Center, Denver, Colorado Zuschauer: 18.007 |

## Conference-Finale

### Eastern Conference

#### (1) Tampa Bay Lightning – (3) Philadelphia Flyers
| 8. Mai 2004 15.00 Uhr (Ortszeit) | Tampa Bay Lightning Dave Andreychuk (22:03) Brad Richards (33:34) Chris Dingman (47:04) | 3:1 (0:0, 2:1, 1:0) Spielbericht Stand: 1:0 | Philadelphia Flyers Michal Handzuš (26:48) | St. Pete Times Forum, Tampa, Florida Zuschauer: 21.425 |

| 10. Mai 2004 19.30 Uhr | Tampa Bay Lightning Ruslan Fedotenko (50:13) Martin St. Louis (57:18) | 2:6 (0:3, 0:2, 2:1) Spielbericht Stand: 1:1 | Philadelphia Flyers John LeClair (1:53) Mark Recchi (8:50) Sami Kapanen (11:17) Wladimir Malachow (26:02) Michal Handzuš (39:48) Mattias Timander (43:34) | St. Pete Times Forum, Tampa, Florida Zuschauer: 21.314 |

| 13. Mai 2004 19.00 Uhr | Philadelphia Flyers Keith Primeau (40:36) | 1:4 (0:2, 0:0, 1:2) Spielbericht Stand: 1:2 | Tampa Bay Lightning Cory Stillman (12:56) Ruslan Fedotenko (15:20) Vincent Lecavalier (41:19) Brad Richards (48:20) | Wachovia Center, Philadelphia, Pennsylvania Zuschauer: 19.897 |

| 15. Mai 2004 15.00 Uhr | Philadelphia Flyers John LeClair (16:55) Mark Recchi (18:20) Keith Primeau (31:50) | 3:2 (2:1, 1:0, 0:1) Spielbericht Stand: 2:2 | Tampa Bay Lightning Fredrik Modin (12:43) Vincent Lecavalier (59:27) | Wachovia Center, Philadelphia, Pennsylvania Zuschauer: 19.872 |

| 18. Mai 2004 19.30 Uhr | Tampa Bay Lightning Ruslan Fedotenko (10:30) Brad Richards (20:24) Brad Richards (27:12) Tim Taylor (59:45) | 4:2 (1:0, 2:2, 1:0) Spielbericht Stand: 3:2 | Philadelphia Flyers Michal Handzuš (28:56) Patrick Sharp (29:34) | St. Pete Times Forum, Tampa, Florida Zuschauer: 21.517 |

| 20. Mai 2004 19.30 Uhr | Philadelphia Flyers Simon Gagné (7:23) Keith Primeau (17:01) Sami Kapanen (32:42) Keith Primeau (58:11) Simon Gagné (78:18) | 5:4 n. V. (2:1, 1:3, 1:0, 1:0) Spielbericht Stand: 3:3 | Tampa Bay Lightning Vincent Lecavalier (1:28) Vincent Lecavalier (20:45) Ruslan Fedotenko (35:15) Ruslan Fedotenko (37:33) | Wachovia Center, Philadelphia, Pennsylvania Zuschauer: 19.910 |

| 22. Mai 2004 19.00 Uhr | Tampa Bay Lightning Ruslan Fedotenko (16:46) Fredrik Modin (24:57) | 2:1 (1:0, 1:1, 0:0) Spielbericht Stand: 4:3 | Philadelphia Flyers Kim Johnsson (30:16) | St. Pete Times Forum, Tampa, Florida Zuschauer: 22.117 |

### Western Conference

#### (2) San Jose Sharks – (6) Calgary Flames
| 9. Mai 2004 13.00 Uhr (Ortszeit) | San Jose Sharks Mike Ricci (21:23) Todd Harvey (39:02) Alexander Koroljuk (56:39) | 3:4 n. V. (0:2, 2:0, 1:1, 0:1) Spielbericht Stand: 0:1 | Calgary Flames Krzysztof Oliwa (9:26) Craig Conroy (19:29) Craig Conroy (49:25) Steve Montador (78:43) | HP Pavilion at San Jose, San José, Kalifornien Zuschauer: 17.496 |

| 11. Mai 2004 18.00 Uhr | San Jose Sharks Alyn McCauley (25:26) | 1:4 (0:2, 1:0, 0:2) Spielbericht Stand: 0:2 | Calgary Flames Marcus Nilson (0:20) Shean Donovan (10:35) Ville Nieminen (52:35) Jarome Iginla (53:19) | HP Pavilion at San Jose, San José, Kalifornien Zuschauer: 17.496 |

| 13. Mai 2004 20.00 Uhr | Calgary Flames | 0:3 (0:0, 0:1, 0:2) Spielbericht Stand: 2:1 | San Jose Sharks Vincent Damphousse (27:31) Alexander Koroljuk (58:10) Alexander Koroljuk (59:16) | Pengrowth Saddledome, Calgary, Alberta Zuschauer: 19.289 |

| 16. Mai 2004 14.00 Uhr | Calgary Flames Jarome Iginla (27:55) Chris Simon (59:20) | 2:4 (0:0, 1:4, 1:0) Spielbericht Stand: 2:2 | San Jose Sharks Mike Rathje (22:40) Jonathan Cheechoo (28:34) Vincent Damphousse (30:03) Patrick Marleau (38:47) | Pengrowth Saddledome, Calgary, Alberta Zuschauer: 19.289 |

| 17. Mai 2004 19.00 Uhr | San Jose Sharks | 0:3 (0:2, 0:1, 0:0) Spielbericht Stand: 2:3 | Calgary Flames Jarome Iginla (6:27) Marcus Nilson (8:29) Craig Conroy (32:47) | HP Pavilion at San Jose, San José, Kalifornien Zuschauer: 17.496 |

| 19. Mai 2004 19.00 Uhr | Calgary Flames Jarome Iginla (18:52) Martin Gélinas (33:52) Robyn Regehr (59:59) | 3:1 (1:0, 1:1, 1:0) Spielbericht Stand: 4:2 | San Jose Sharks Alyn McCauley (36:14) | Pengrowth Saddledome, Calgary, Alberta Zuschauer: 19.289 |

## Stanley-Cup-Finale

### (E1) Tampa Bay Lightning – (W6) Calgary Flames
| 25. Mai 2004 20.00 Uhr (Ortszeit) | Tampa Bay Lightning Martin St. Louis (44:13) | 1:4 (0:1, 0:2, 1:1) Spielbericht Stand: 0:1 | Calgary Flames Martin Gélinas (3:02) Jarome Iginla (35:21) Stéphane Yelle (38:08) Chris Simon (59:40) | St. Pete Times Forum, Tampa, Florida Zuschauer: 21.674 |

| 27. Mai 2004 20.00 Uhr | Tampa Bay Lightning Ruslan Fedotenko (7:10) Brad Richards (42:51) Dan Boyle (44:00) Martin St. Louis (45:58) | 4:1 (1:0, 0:0, 3:1) Spielbericht Stand: 1:1 | Calgary Flames Ville Nieminen (52:21) | St. Pete Times Forum, Tampa, Florida Zuschauer: 22.222 |

| 29. Mai 2004 18.00 Uhr | Calgary Flames Chris Simon (33:53) Shean Donovan (37:09) Jarome Iginla (58:28) | 3:0 (0:0, 2:0, 1:0) Spielbericht Stand: 2:1 | Tampa Bay Lightning | Pengrowth Saddledome, Calgary, Alberta Zuschauer: 19.221 |

| 31. Mai 2004 18.00 Uhr | Calgary Flames | 0:1 (0:1, 0:0, 0:0) Spielbericht Stand: 2:2 | Tampa Bay Lightning Brad Richards (2:48) | Pengrowth Saddledome, Calgary, Alberta Zuschauer: 19.221 |

| 3. Juni 2004 20.00 Uhr | Tampa Bay Lightning Martin St. Louis (19:26) Fredrik Modin (40:37) | 2:3 n. V. (1:1, 0:1, 1:0, 0:1) Spielbericht Stand: 2:3 | Calgary Flames Martin Gélinas (2:13) Jarome Iginla (35:10) Oleg Saprykin (74:40) | St. Pete Times Forum, Tampa, Florida Zuschauer: 22.426 |

| 5. Juni 2004 18.00 Uhr | Calgary Flames Chris Clark (29:05) Marcus Nilson (37:49) | 2:3 n. V. (0:0, 2:2, 0:0, 0:0, 0:1) Spielbericht Stand: 3:3 | Tampa Bay Lightning Brad Richards (24:17) Brad Richards (30:52) Martin St. Louis (80:33) | Pengrowth Saddledome, Calgary, Alberta Zuschauer: 19.221 |

| 7. Juni 2004 20.00 Uhr | Tampa Bay Lightning Ruslan Fedotenko (13:31) Ruslan Fedotenko (34:38) | 2:1 (1:0, 1:0, 0:1) Spielbericht Stand: 4:3 | Calgary Flames Craig Conroy (49:21) | St. Pete Times Forum, Tampa, Florida Zuschauer: 22.717 |

### Stanley-Cup-Sieger
Der Stanley-Cup-Sieger Tampa Bay Lightning ließ traditionell insgesamt 53 Personen, davon 25 Spieler sowie einige Funktionäre, darunter der Trainerstab und das Management, auf den Sockel der Trophäe eingravieren. Unter diesen waren Assistenztrainer Craig Ramsay sowie Bill Barber, der den Stanley Cup als Spieler bereits zweimal gewinnen konnte. Für die Spieler galt dabei, dass sie entweder 41 Partien für die Mannschaft in der regulären Saison  oder eine Partie in der Finalserie bestritten haben mussten. Dabei gibt es aber auch immer wieder Ausnahmeregelungen, von denen in diesem Fall Stanislav Neckář und Darren Rumble profitierten, die beide nicht die ausreichende Anzahl an Spielen bestritten hatten.
Die 25 Spieler Tampas setzen sich aus zwei Torhütern, zehn Verteidigern und 13 Angreifern zusammen, darunter sieben Europäer. Ruslan Fedotenko war der erste Ukrainer, der den Cup gewinnen konnte. Dave Andreychuk war bereits in seiner 23. NHL-Saison, als er seinen ersten Stanley Cup errang. Hiermit übertraf er Ray Bourque, der 2001 seinen ersten Stanley Cup in seiner 22. Saison gewinnen konnte.
| Stanley-Cup-Sieger Tampa Bay Lightning | Torhüter: Nikolai Chabibulin, John Grahame Verteidiger: Dan Boyle, Ben Clymer, Jassen Cullimore, Pavel Kubina, Brad Lukowich, Stanislav Neckář, Nolan Pratt, Darren Rumble, Cory Sarich, Darryl Sydor Angreifer: Dmitri Afanassenkow, Dave Andreychuk (C), Martin Cibák, Chris Dingman, Ruslan Fedotenko, Vincent Lecavalier, Fredrik Modin, Éric Perrin, Brad Richards, André Roy, Martin St. Louis, Cory Stillman, Tim Taylor Cheftrainer: John Tortorella General Manager: Jay Feaster |

## Beste Scorer
Abkürzungen: GP = Spiele, G = Tore, A = Assists, Pts = Punkte, +/− = Plus/Minus, PIM = Strafminuten; Fett: Bestwert
| Spieler            | Team         | GP | G  | A  | Pts | +/− | PIM |
| ------------------ | ------------ | -- | -- | -- | --- | --- | --- |
| Brad Richards      | Tampa Bay    | 23 | 12 | 14 | 26  | +5  | 4   |
| Martin St. Louis   | Tampa Bay    | 23 | 9  | 15 | 25  | +6  | 14  |
| Jarome Iginla      | Calgary      | 26 | 13 | 9  | 22  | +13 | 45  |
| Fredrik Modin      | Tampa Bay    | 23 | 8  | 11 | 19  | +7  | 10  |
| Craig Conroy       | Calgary      | 26 | 6  | 11 | 17  | +12 | 12  |
| Keith Primeau      | Philadelphia | 18 | 9  | 7  | 16  | +11 | 22  |
| Vincent Lecavalier | Tampa Bay    | 23 | 9  | 7  | 16  | −2  | 25  |
| Martin Gélinas     | Calgary      | 26 | 8  | 7  | 15  | +10 | 35  |
| Ruslan Fedotenko   | Tampa Bay    | 22 | 12 | 2  | 14  | ±0  | 14  |
| Vincent Damphousse | San Jose     | 17 | 7  | 7  | 14  | ±0  | 20  |

Den besten Wert in der Plus/Minus-Statistik erreichte Daniil Markow von den Philadelphia Flyers mit +17.

## Beste Torhüter
Die kombinierte Tabelle zeigt die jeweils drei besten Torhüter in den Kategorien Gegentorschnitt und Fangquote sowie die jeweils Führenden in den Kategorien Shutouts und Siege.
Abkürzungen: GP = Spiele, Min = Eiszeit (in Minuten), W = Siege, L = Niederlagen, GA = Gegentore, SO = Shutouts, Sv% = gehaltene Schüsse (in %), GAA = Gegentorschnitt; Fett: Bestwert; Sortiert nach Gegentorschnitt.
Erfasst werden nur Torhüter mit 180 absolvierten Spielminuten.
| Spieler            | Team      | GP | Min     | W  | L  | GA | SO | Sv%  | GAA  |
| ------------------ | --------- | -- | ------- | -- | -- | -- | -- | ---- | ---- |
| Curtis Joseph      | Detroit   | 9  | 517:34  | 4  | 4  | 12 | 1  | 93,9 | 1,39 |
| Jewgeni Nabokow    | San Jose  | 17 | 1052:15 | 10 | 7  | 30 | 3  | 93,5 | 1,71 |
| Nikolai Chabibulin | Tampa Bay | 23 | 1400:30 | 16 | 7  | 40 | 5  | 93,3 | 1,71 |
| Miikka Kiprusoff   | Calgary   | 26 | 1655:00 | 15 | 11 | 51 | 5  | 92,8 | 1,85 |
| Tomáš Vokoun       | Nashville | 6  | 355:44  | 2  | 4  | 12 | 1  | 93,9 | 2,02 |